# Окунев, Иван Васильевич
Иван Васильевич О́кунев (3 [16] июня 1906, Лебяжье, Вятская губерния — 5 октября 1972, Нижний Тагил, Свердловская область) — директор «Уралвагонзавода» (1949—1969). Герой Социалистического Труда. Лауреат Сталинской премии.

## Биография
Родился 3 (16) октября 1906 года в селе Лебяжье (ныне райцентр в Кировской области).
Окончил УПИ имени С. М. Кирова (1935), инженер-механик.
С 1935 года — на Уралвагонзаводе, в 1949—1969 годах — директор.
Под руководством И. В. Окунева создано многоотраслевое машиностроительное предприятие.
Умер 5 октября 1972 года. Похоронен в Нижнем Тагиле.

## Награды и звания

Бюст И. В. Окунева у Дворца культуры Уралвагонзавода (Нижний Тагил)

- Герой Социалистического Труда (1966)
- два ордена Ленина (1944, 1966)
- два ордена Трудового Красного Знамени (1943, 1943)
- орден Отечественной войны I степени (1945)
- медали
- Сталинская премия третьей степени (1950) — за коренное усовершенствование методов производства чугунных вагонных колёс
- Почётный гражданин Нижнего Тагила (1972)

## Память
- Именем И. В. Окунева названа улица и Дворец культуры Уралвагонзавода в городе Нижний Тагил.
- Возле Дворца культуры Уралвагонзавода установлен памятник И. В. Окуневу[2].